# Xaver Schwarzenberger

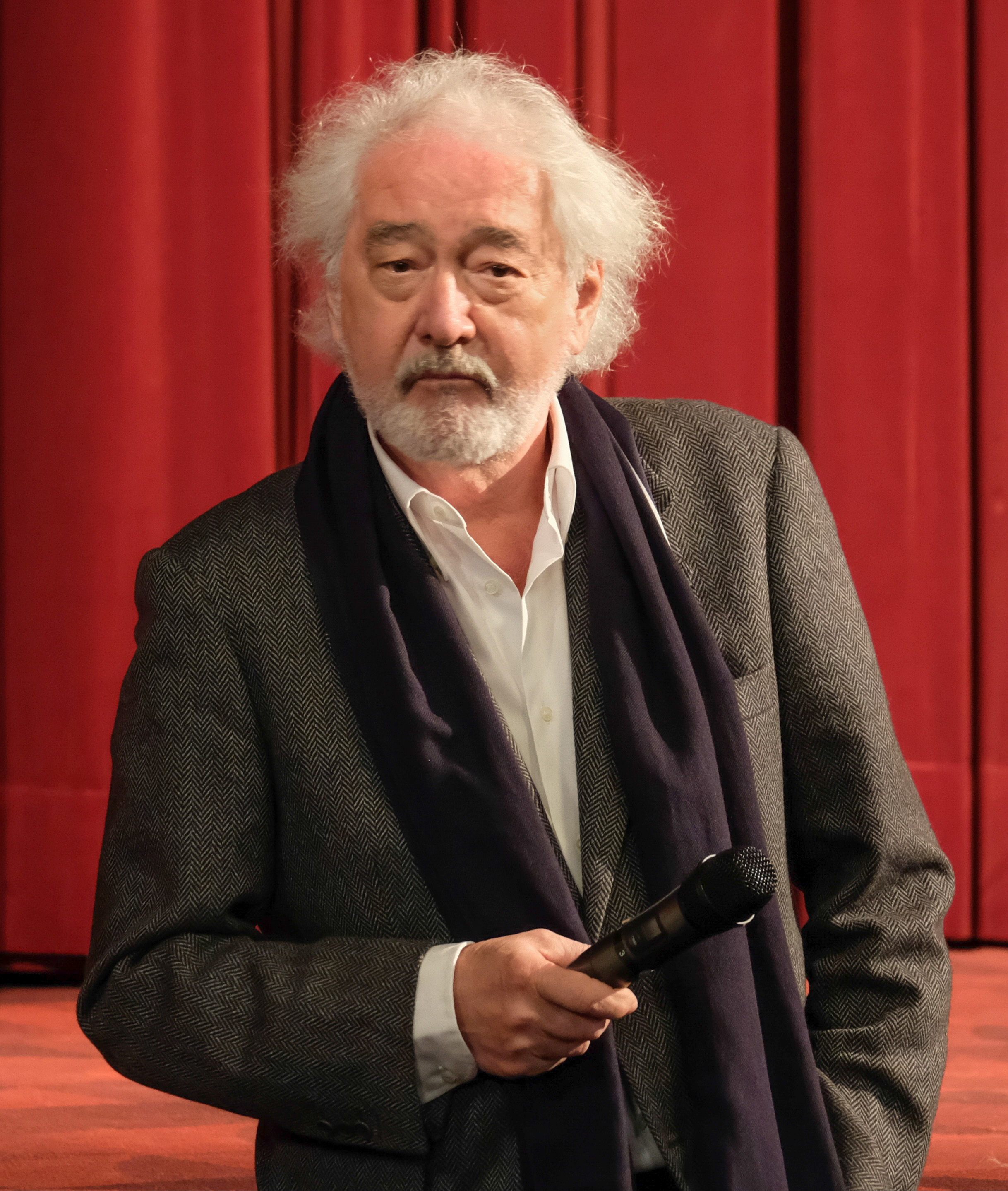
Xaver Schwarzenberger im Wiener Metro-Kino (2022)

Xaver Schwarzenberger (* 21. April 1946 in Wien) ist ein österreichischer Kameramann und Filmregisseur.

## Leben
Der Sohn eines Schienenschweißers absolvierte nach dem Hauptschulabschluss von 1960 bis 1964 eine Lehre als Reprograf in der Wiener Klischeeanstalt C. Angerer & Göschl. 1966 leistete er seinen neunmonatigen Wehrdienst. Durch eine Fotoausstellung bekam er Kontakt zur Wiener Filmszene. Ab 1967 arbeitete er als Kameraassistent von Walter Kindler und drehte 1968 seinen ersten Kurzfilm.
Anfang 1970 volontierte er in England, anschließend wurde Schwarzenberger freischaffender Kameramann, überwiegend für Dokumentarfilm-Produktionen, ab 1973 auch für mehrere Fernsehfilme (u. a. Tatort). 1980 holte ihn Rainer Werner Fassbinder nach München und drehte mit ihm den 14-teiligen Fernsehfilm Berlin Alexanderplatz, danach Lili Marleen. Die Zusammenarbeit mit Fassbinder, die bis zu dessen Tod 1982 andauerte, begründete Schwarzenbergers Renommee als Kameramann.
Zurückgekehrt nach Österreich, war Xaver Schwarzenberger ab Ende 1982 vor allem als Regisseur tätig. Seine erste Regiearbeit war die Verfilmung des Romans „Der stille Ozean“ von Gerhard Roth. Auf Wunsch des Produzenten Horst Wendlandt stand er 1985 dem Komiker Otto Waalkes bei dessen erfolgreichem Kinodebüt Otto – Der Film als Co-Regisseur und Kameramann zur Seite.

## Persönliches
Xaver Schwarzenberger war 37 Jahre lang mit der Drehbuchautorin Ulrike Schwarzenberger verheiratet, mit der er im Rahmen eines Exklusivvertrags mit dem ORF eine Reihe österreichischer Fernsehfilme produzierte. Die Ehe wurde geschieden. Von 2007 bis 2018 lebte er mit Susanne Porsche zusammen. Er besucht regelmäßig Grado.

## Filmografie (Auswahl)

### Kamera
- 1973: Ein junger Mann aus dem Innviertel (Dokumentarspielfilm)
- 1976: Tatort: Wohnheim Westendstraße
- 1976: Jakob der Letzte
- 1980: Berlin Alexanderplatz
- 1980: Lili Marleen
- 1981: Der Schüler Gerber
- 1981: Lola
- 1982: Der Stille Ozean
- 1982: Querelle
- 1982: Kamikaze 1989
- 1982: Die Sehnsucht der Veronika Voss
- 1982: Das As der Asse
- 1983: Der Außenseiter
- 1984: Donauwalzer
- 1984: Wenn ich mich fürchte
- 1985: Otto – Der Film
- 1986: Momo
- 1987: Otto – Der neue Film
- 1988: Ödipussi
- 1989: Beim nächsten Mann wird alles anders
- 1990: Der Rausschmeißer
- 1991: Schtonk!
- 1994: Tafelspitz
- 1998: Krambambuli
- 2003: Annas Heimkehr
- 2003: Eine Liebe in Afrika
- 2004: Meine schöne Tochter
- 2006: Mein süßes Geheimnis
- 2007: Muttis Liebling
- 2008: Und ewig schweigen die Männer
- 2012: Die Verführerin Adele Spitzeder

### Regie
- 1983: Der Stille Ozean, mit Hanno Pöschl, Bert Breit, Maria Emo
- 1984: Donauwalzer
- 1985: Otto – Der Film
- 1986: Der Fall Franza (nach Ingeborg Bachmanns Romanfragment Der Fall Franza)[4]
- 1987: Gewitter im Mai (nach dem Roman von Ludwig Ganghofer)
- 1988: Souterrain, mit August Schmölzer und Claudia Messner
- 1989: Beim nächsten Mann wird alles anders
- 1990: Ein anderer Liebhaber (nach La prison von Georges Simenon)
- 1990: Der Rausschmeißer
- 1992: Duett, mit Agnes Baltsa
- 1993: Die skandalösen Frauen (nach Die Schwestern Kleh von Gina Kaus)
- 1994: Die Nacht der Nächte, mit Senta Berger
- 1994: Tafelspitz
- 1995: Lovers
- 1995: Zum Glück gibt’s meine Frau / Ein Mann in der Krise
- 1995: Fesseln, mit Jürgen Prochnow
- 1997: Bella Ciao, mit Senta Berger, Susi Nicoletti
- 1997: Das Siegel, mit Simon Schwarz, Erwin Steinhauer
- 1997: Lamorte, mit Senta Berger, Nicole Heesters, Christiane Hörbiger
- 1998: Krambambuli
- 1998: Fever
- 1998: Single Bells
- 1999: Stella di mare – Hilfe, wir erben ein Schiff!
- 1999: Vino Santo – Es lebe die Liebe, es lebe der Wein
- 2000: O Palmenbaum
- 2000: Happy Hour oder Glück und Glas
- 2001: Edelweiß
- 2002: Andreas Hofer – Die Freiheit des Adlers
- 2002: Ein Hund kam in die Küche
- 2003: Annas Heimkehr
- 2003: Eine Liebe in Afrika
- 2003: Dinner for Two
- 2004: Meine schöne Tochter
- 2004: Zuckeroma
- 2005: Margarete Steiff
- 2006: Feine Dame
- 2006: Mein süßes Geheimnis
- 2007: Muttis Liebling
- 2007: Die Liebe ein Traum
- 2007: Copacabana
- 2008: Und ewig schweigen die Männer
- 2009: Sisi
- 2009: Detektiv wider Willen
- 2012: Die Verführerin Adele Spitzeder
- 2012: Clarissas Geheimnis
- 2013: Stille (Fernsehfilm)

## Auszeichnungen (Auswahl)
- 1982: Deutscher Kamerapreis (Spielfilm/Fernsehspiel) für Die Sehnsucht der Veronika Voss
- 1983: Silberner Bär der Berlinale für Der Stille Ozean
- 1984: Deutscher Kamerapreis (Fernsehfilm) für Der Stille Ozean
- 1986: Bayerischer Filmpreis (Regie und Bildgestaltung) für Donauwalzer
- 1990: Deutscher Kamerapreis (Fernsehspiel) für Absturz
- 1991: Adolf-Grimme-Preis mit Bronze für Ein anderer Liebhaber
- 1992: Adolf-Grimme-Preis mit Bronze für Der Rausschmeißer (zusammen mit Jörg Graser und Claudia Messner)
- 1998: Goldene Romy für die Beste Regie für Krambambuli
- 1999: Adolf-Grimme-Preis in der Kategorie Fiktion & Unterhaltung für Krambambuli
- 2004: Deutscher Kamerapreis Ehren-Kamerapreis für das Lebenswerk
- 2006: Herbert Quandt Medien-Preis für Margarete Steiff (Fernsehfilm SWR)